# Rayito
Rayito, pseudonimo di Antonio José Rayo Gibo (Madrid, 16 luglio 1982), è un chitarrista, cantante e produttore discografico spagnolo di origine gitano-giapponese.

## Biografia
Suo padre, chitarrista di flamenco, gli trasmetteva la passione per la chitarra in giovane età e, all'età di quattro anni, Rayito già dava concerti e vinceva concorsi televisivi. All'età di otto anni era già famoso in tutta la Spagna come virtuoso della chitarra flamenca. Nel 1992, all'età di 10 anni, ha pubblicato il suo primo album Rayito en concierto. L'anno dopo, all'età di 11 anni, ha vinto la 3ª edizione di Bravo Bravissimo, programma televisivo condotto da Mike Bongiorno. Così è diventato la persona più accettata dalla SGAE, l'equivalente spagnolo dell'ASCAP. All'età di quindici anni si è trasferito a Miami, dove collabora con artisti come Luciano Pavarotti, Placido Domingo, Julio Iglesias, Paulina Rubio, Ricky Martin e David Bisbal. Nel 2005 si è trasferito di nuovo a Porto Rico, dove ha iniziato a lavorare a un nuovo progetto tutto suo. Il prodotto è stato il suo secondo album omonimo, che ha pubblicato il 26 settembre del 2006. Lo descrive come un album pop di flamenco che attinge a reggae, hip hop, ritmi caraibici e stili latinoamericani. Rayito ha firmato un contratto editoriale con la Sony nel gennaio 2009. Ha lavorato con David Bisbal, Paulina Rubio e Rihanna, tra gli altri artisti.

## Crediti
- Llorar las penas - David Bisbal (2002)
- Jaleo - Ricky Martin (2003)
- Cómo olvidar - David Bisbal (2004)
- Sin palabras de relleno - Chayanne (2007)
- No vale la pena - David Bustamante (2008)
- Cuánto te amé - David Bustamante (2008)
- Gitana - David Bustamante (2008)
- Crees que me engañas - Shaila Dúrcal (2008)
- Hay milagros - Shaila Dúrcal (2008)
- Ojo por ojo - David Bustamante (2009)
- Al Ándalus - David Bisbal (2009)
- Antes o después - David Bisbal (2009)
- Latin Love - David Bisbal (2009)
- Ahora tú - Malú (2010)
- Solo por amor - Camila (2012)
- Bailar - Lorena Goméz (2013)
- La noche de los dos - Daddy Yankee e Natalia Jiménez (2013)
- Madre Tierra (Oye) - Chayanne (2014)
- Adiós - Ricky Martin (2014)
- Corazón - Claudia Leitte e Daddy Yankee (2015)
- Ladies Night - Sweet California (2016)
- Ando buscando - Carlos Baute e Piso 21 (2016)
- No creo en el amor - Danny Romero, Sanco y Becky G (2016)
- Todo no es casualidad - India Martínez (2016)
- Together - Yall e Mandy Diaz (2016)
- Do It for Your Lover - Manel Navarro (2017)
- Tiemblos - Carlos Ares (2017)
- Casi humanos - Dvicio (2017)
- Me enamoré - Shakira (2017)
- Pasajeros - Merche (2017)
- Vamos a la calle - Carlos Baute (2017)
- Acércate - David Lafuente e Rasel (2017)
- Ay Dios mío - Sweet California e Danny Romero (2017)
- Qué bonito - Soraya Arnelas (2018)
- Mi cama - Karol G (2018)
- Él no soy yo - Blas Cantó (2018)